# Anders Alexandra
Anders Alexandra (Budapest, 1966. április 29. –) magyar régész. A történelemtudományok kandidátusa (1999).

## Életpályája
1991-ben diplomázott a szegedi József Attila Tudományegyetemen, ahol okleveles régész lett. 1991–1994 között a Magyar Tudományos Akadémia tudományos ösztöndíjasa volt. 1999-től az Magyar Tudományos Akadémia Köztestületi tagja. 1999–2007 között az MTA-ELTE Interdiszciplináris Régészettudományi Kutatócsoport tudományos munkatársa, 2007–2009 között tudományos főmunkatársa volt. 2000-től az Ősrégészeti Társaság elnökségi tagja. 2009–2017 között az Eötvös Loránd Tudományegyetem Bölcsészettudományi Kar Régészettudományi Intézetének tudományos főmunkatársa volt. 2012-től a Magyar Tudományos Akadémia Régészeti Bizottságának tagja. 2013–2016 között az OTKA/NKFI Régészet-Magyar Őstörténet (RGM) zsűritagja volt. 2016–2017 között a Magyar Tudományos Akadémia Biológiai Antropológiai Mintavételi Protokoll-Előkészítő Bizottság tagja volt. 2017-től az Eötvös Loránd Tudományegyetem Bölcsészettudományi Kar Archaeometria, Régészeti Örökség és Módszertan Tanszék tudományos főmunkatársa. 2018-tól a Magyar Régészeti és Művészettörténeti Társulat régészeti alelnöke. 2019-től a Deutsches Archäologisches Institut levelező tagja, valamint az Eötvös Loránd Tudományegyetem Bölcsészettudományi Kar Régészettudományi Intézet Intézeti Tanácsának tagja. 2021–2023 között az Eötvös Loránd Tudományegyetem Bölcsészettudományi Kar Kari Kutatástámogató Bizottságának tagja volt. 2021–2024 között a Nemzeti Kulturális Alap Örökségvédelem Kollégiumának tagja. 2022–2025 között a Magyar Tudományos Akadémia nem akadémikus közgyűlési képviselője, valamint a Magyar Régészeti és Művészettörténeti Társulat elnöke.
Kutatási területe: Kelet-Magyarország. Részletesebben foglalkozik Polgár város környékének újkőkorával. Kutatási tevékenysége kiterjedt a régészet kutatástörténetére is (Torma Zsófia). Részt vett az Eötvös Loránd Tudományegyetem Régészettudományi Intézet Hajdú-Bihar és Jász-nagykun-Szolnok megyében folytatott megelőző feltárásánál is.